# Fritillaria affinis
Fritillaria affinis är en liljeväxtart som först beskrevs av Schult. och Julius Hermann Schultes, och fick sitt nu gällande namn av Joseph Robert Sealy. Fritillaria affinis ingår i Klockliljesläktet och i familjen liljeväxter.

## Underarter
Arten delas in i följande underarter:
- F. a. affinis
- F. a. tristulis

## Bildgalleri

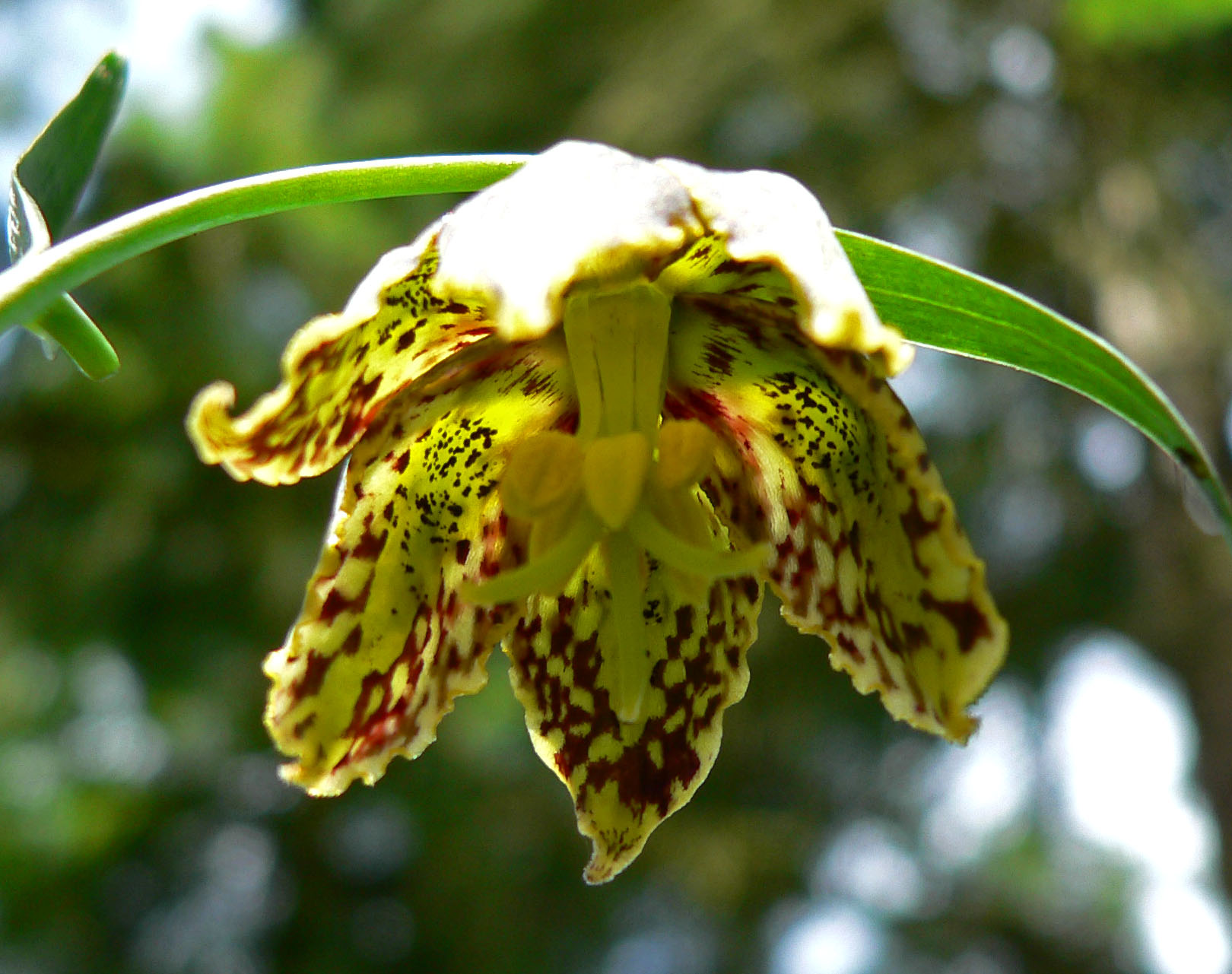
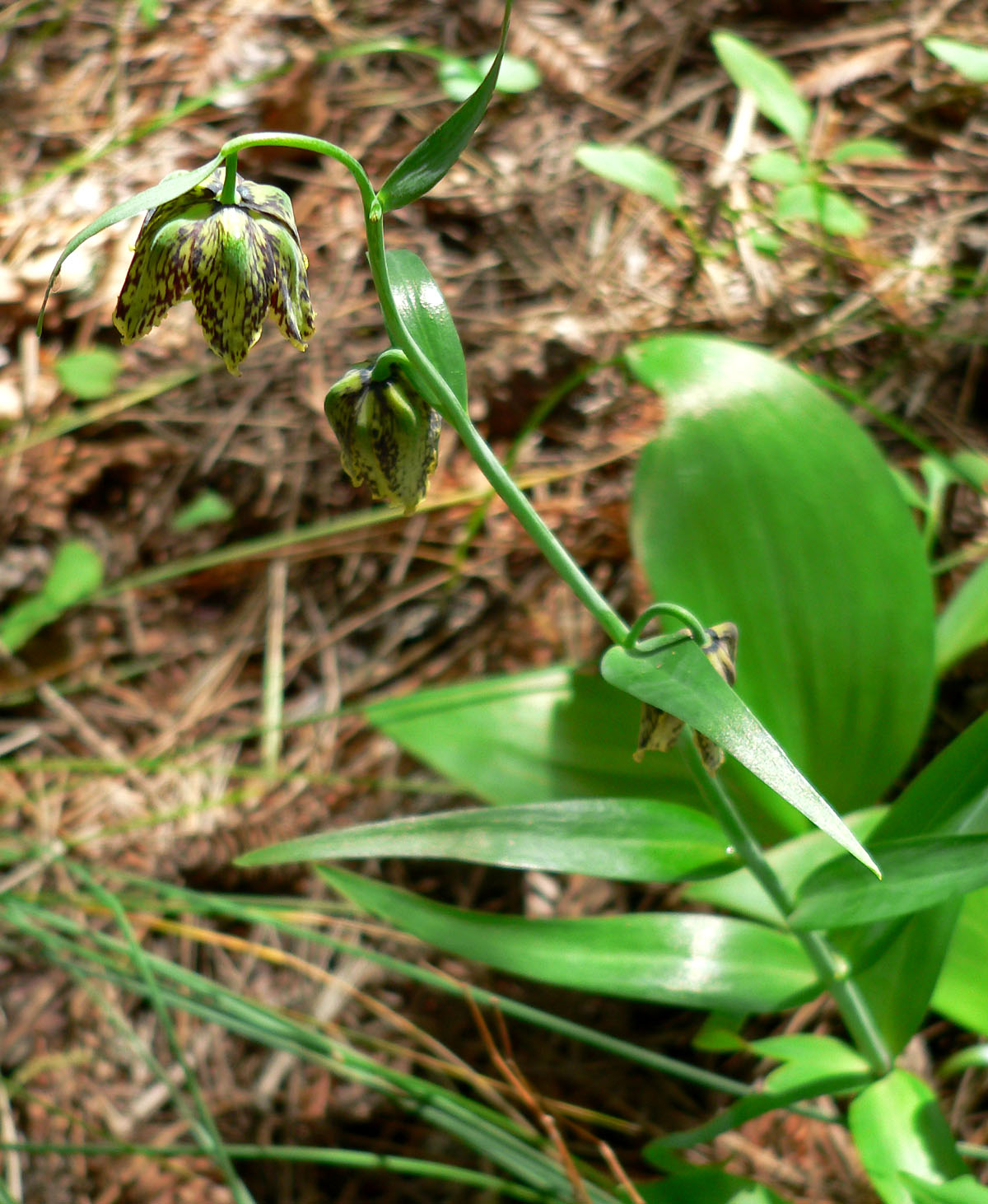
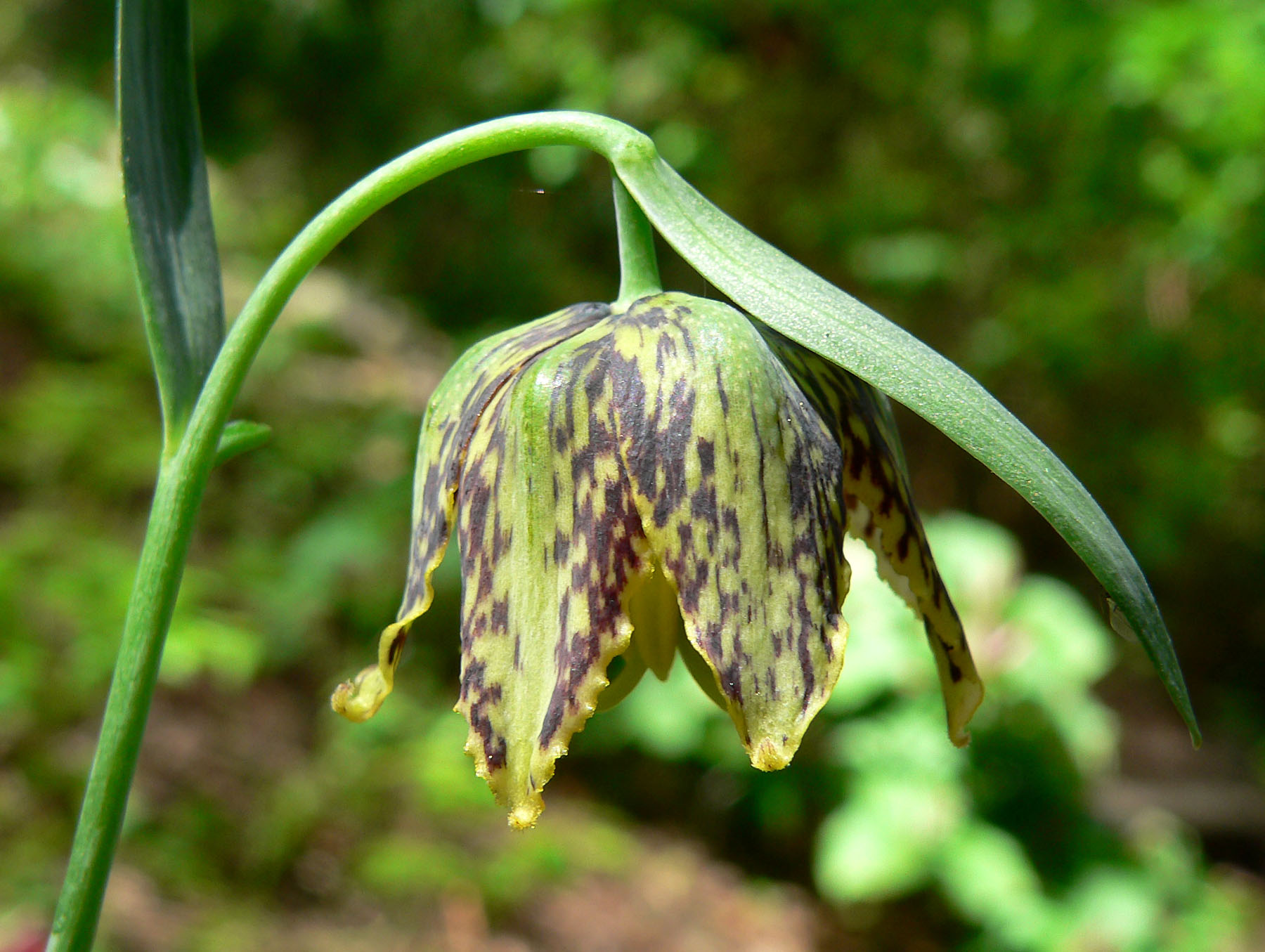
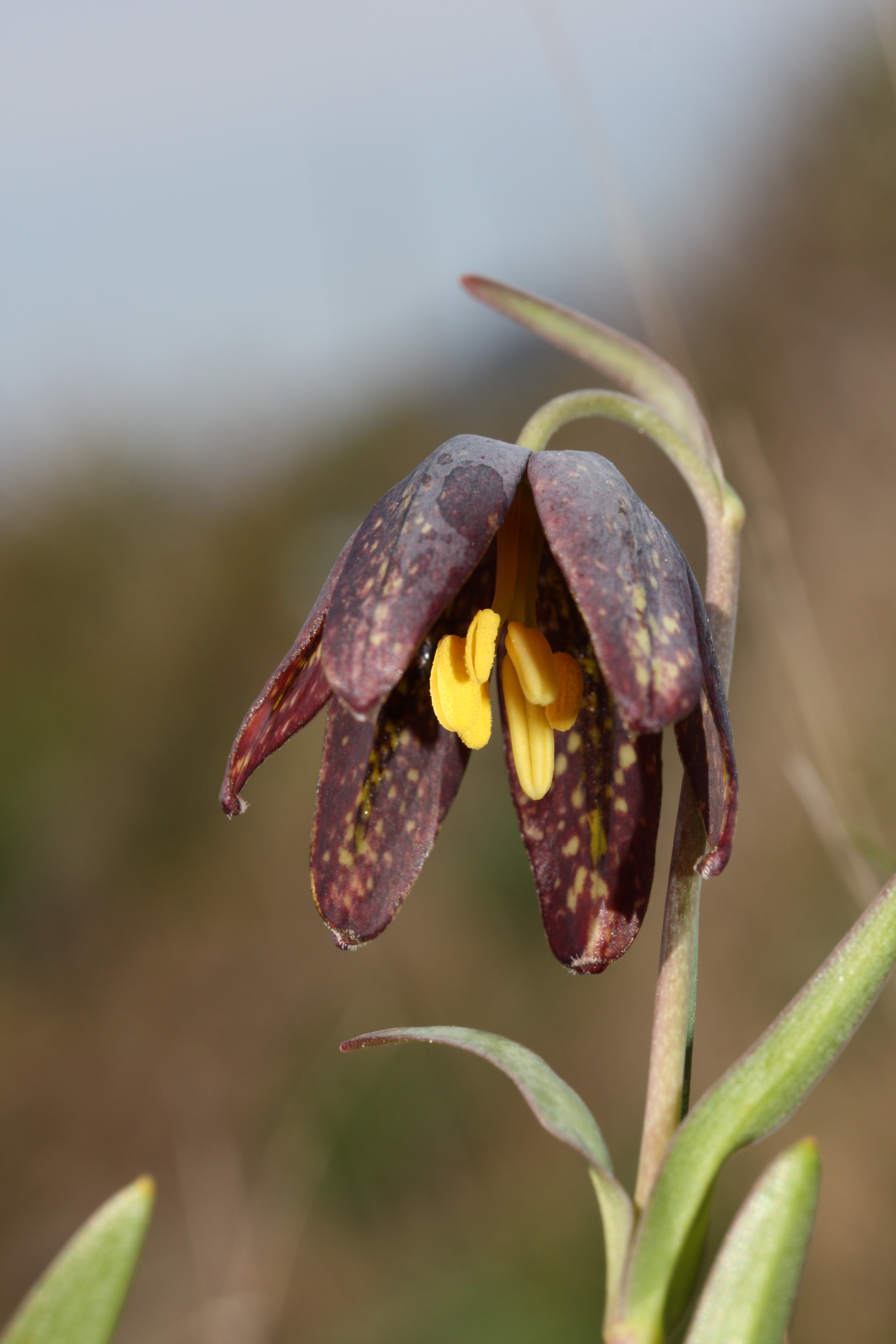
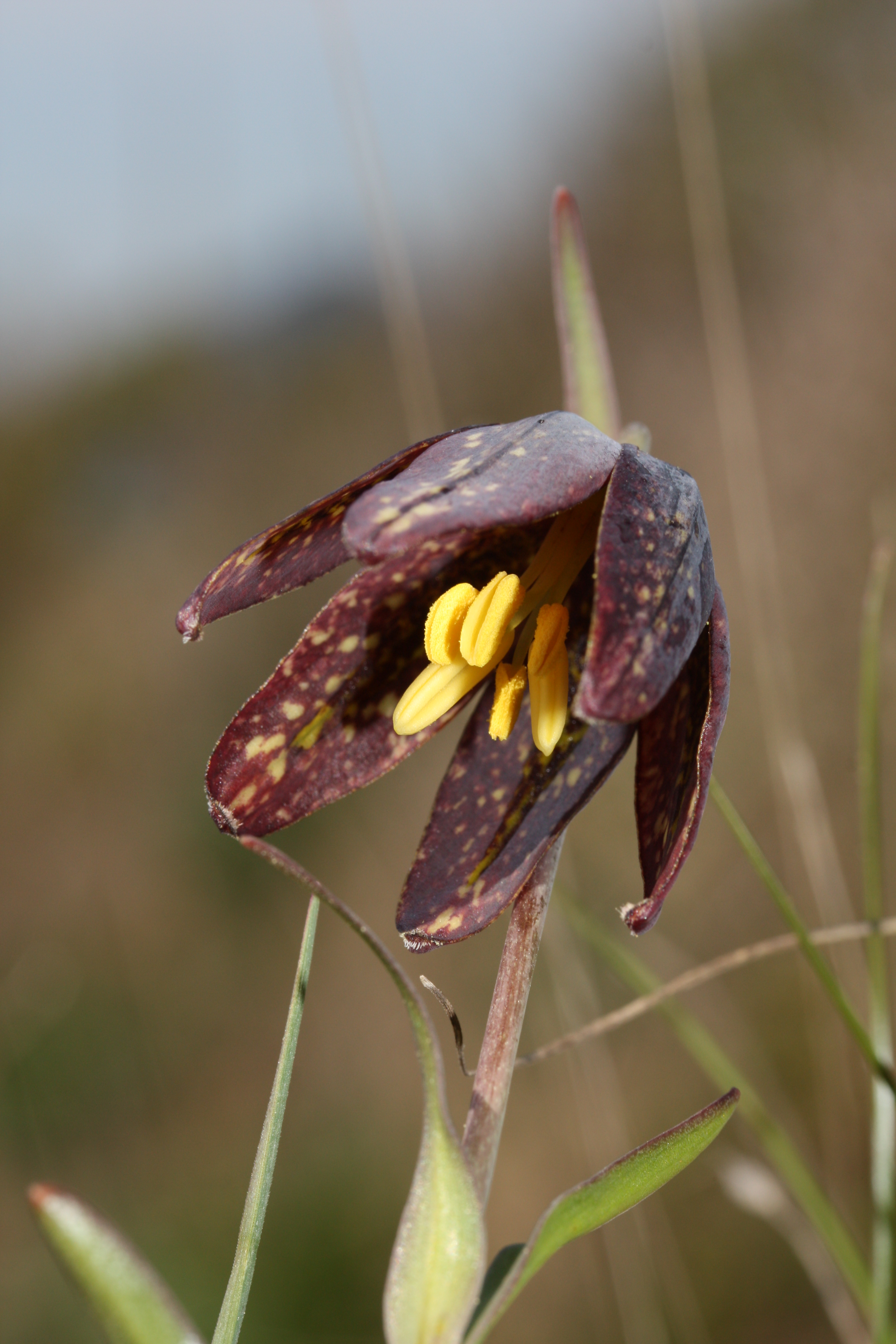
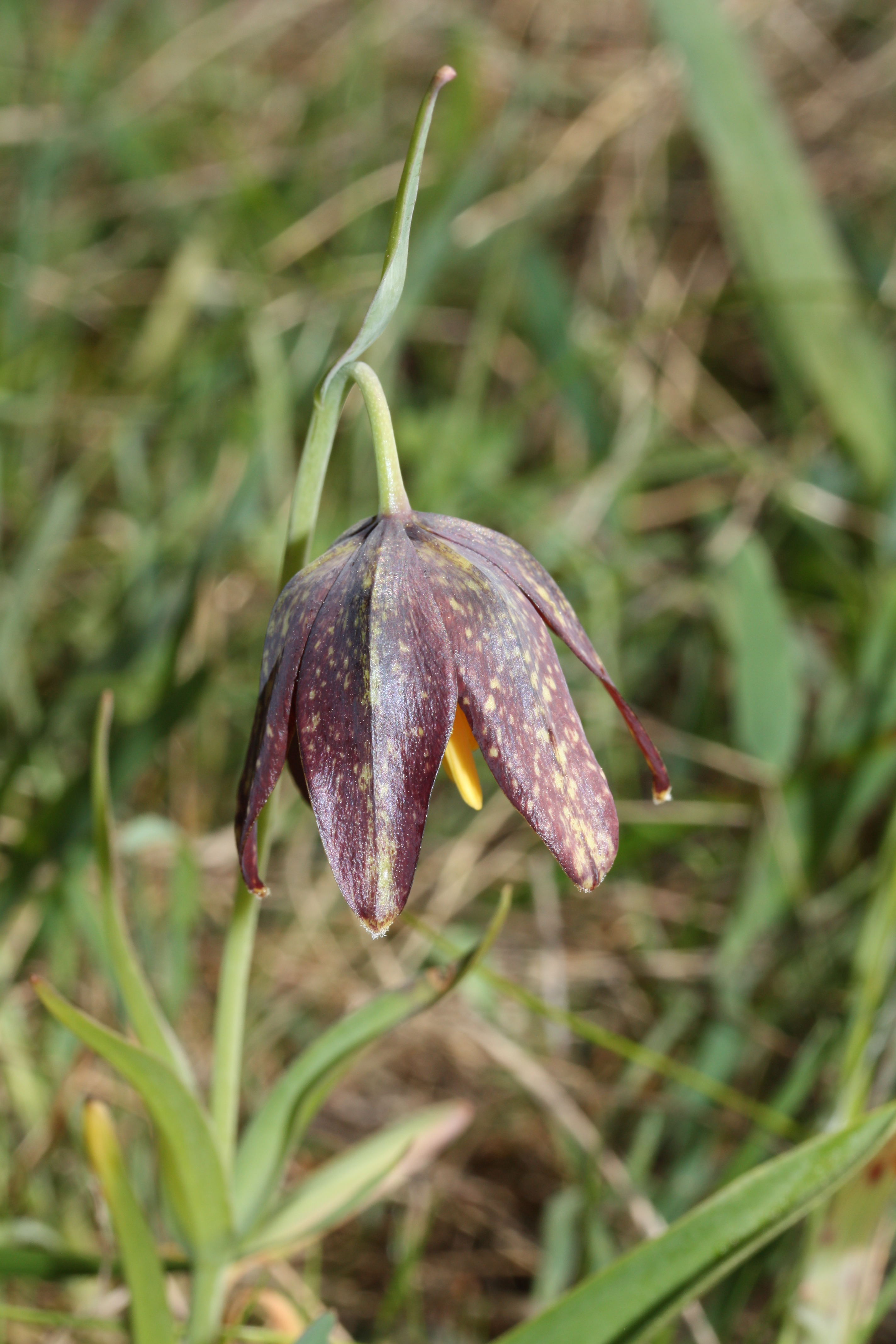